# Líneas Aéreas Suramericanas
Líneas Aéreas Suramericanas war eine kolumbianische Frachtfluggesellschaft mit Sitz in Bogotá und Basis auf dem Flughafen Bogotá. 

## Geschichte

### Erste Jahre als AeroNorte
Die Gesellschaft wurde am 14. April 1972 unter dem Namen Aerovías del Norte Ltda. kurz AeroNorte gegründet und flog am Anfang mit Curtiss C-46. Im Jahr 1975 erwarb man zwei Douglas DC-4 und zwei Douglas DC-6.

### LAS Cargo

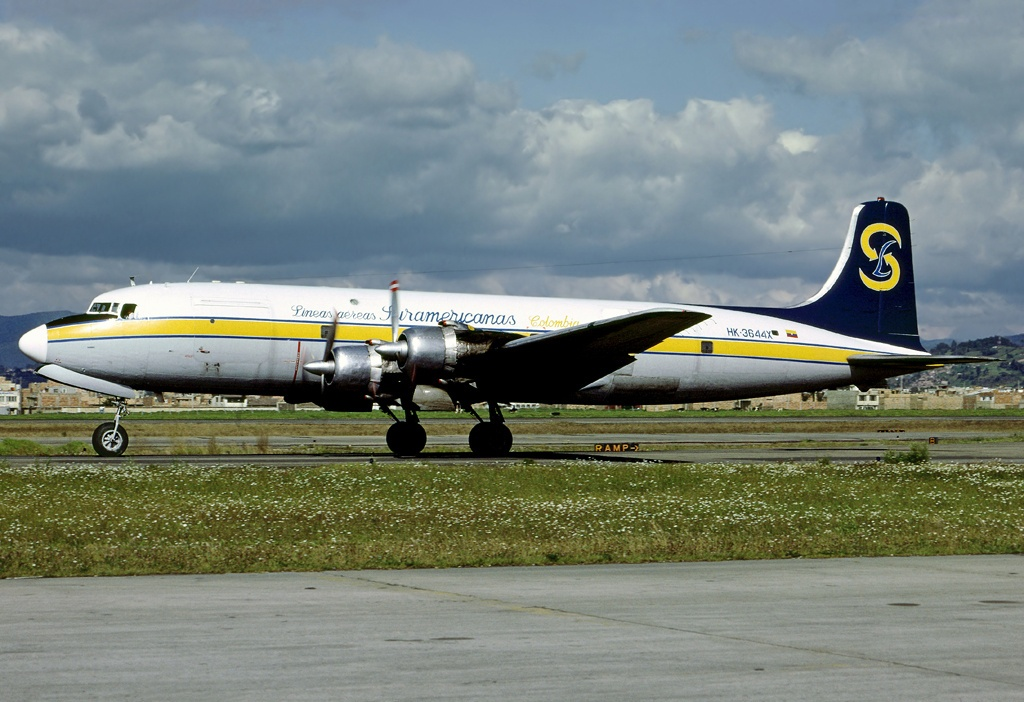
Eine Douglas DC-6B von LAS Cargo am El Dorado Flughafen Bogotá, 1992

1986 änderte sie ihren Namen in Líneas Aéreas Suramericanas Limitada, mit dem entsprechenden Akronym LAS Cargo, und setzte zusätzlich eine Canadair CL-44 ein. Ihre erste internationale Flugverbindung eröffnete sie 1987 zwischen Bogotá und Panama-Stadt mit zwei Sud Aviation Caravelle. Im Jahr 1992 erwarb die Gesellschaft eine weitere Sud Aviation Caravelle von der Transwede und übernahm deren unveränderte Rumpfbemalung als neues Corporate Design für die gesamte Flotte. 

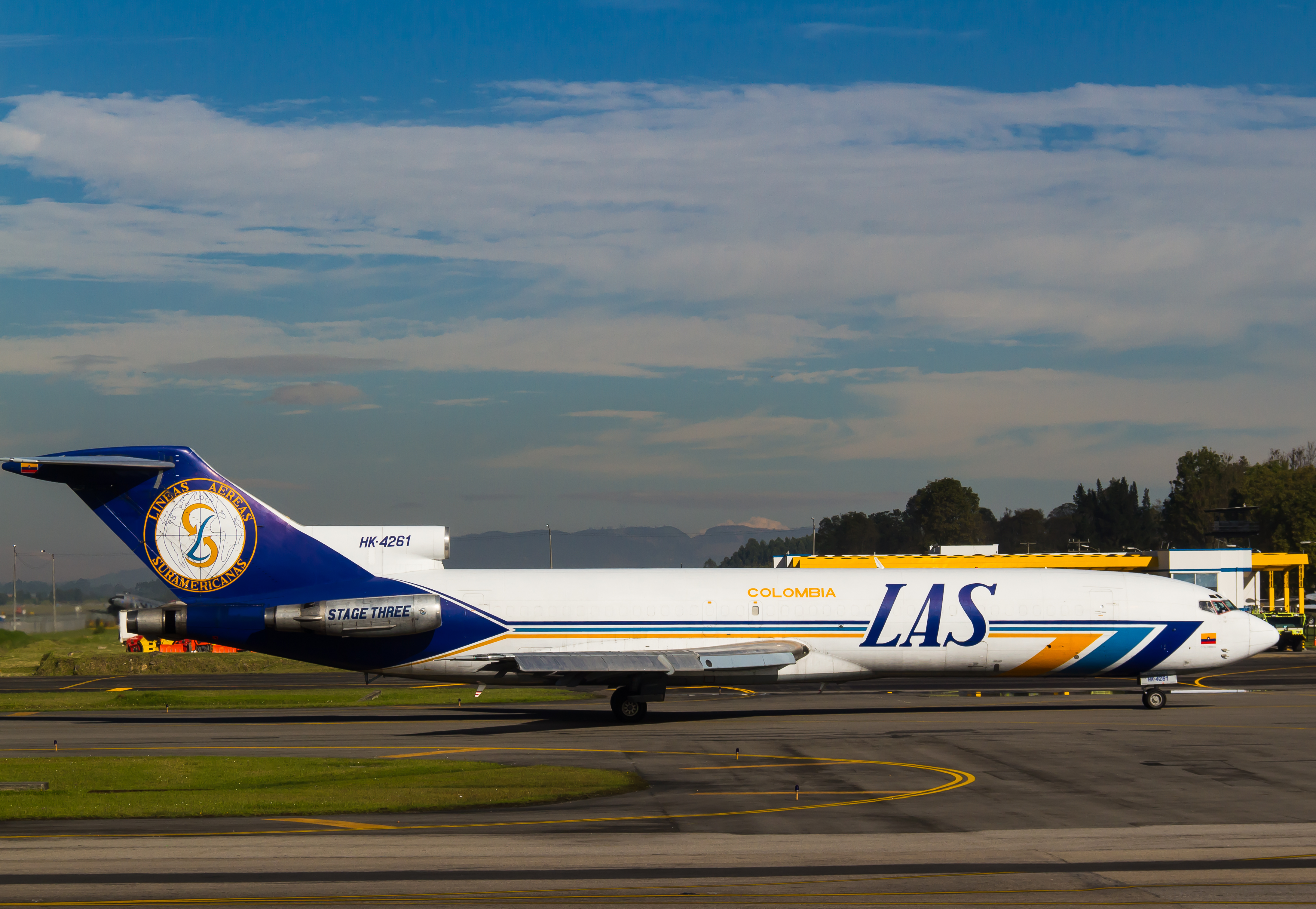
Eine LAS Cargo Boeing 727F mit der vorletzten Bemalung, 2012

Drei Boeing 727-100 kamen 1995 und 1996 hinzu. Im Jahr 2001 übernahm die Gesellschaft zwei Douglas DC-9 und 2002 zwei Boeing 727-200. Im Jahr 2005 erwarb das Unternehmen eine vierte Boeing B727-200 und hatte auch zu diesem Zeitpunkt bereits zwei eigene Hangare gebaut.  Ende 2008 wurden zwei Boeing 727-200 Super27 erworben.  Im Jahr 2013 wurde LAS Cargo Mitglied der IATA. 
Mitte 2014 wurde die Außendarstellung der Fluggesellschaft erneuert, einschließlich eines neuen Logos und ein neues Farbschema bei der Bemalung der Flugzeugflotte. 
Im Jahr 2019 erhält sie ihre erste zu Frachter umgebauten Boeing 737 Classic, eine Boeing 737-300SF (englisch Special Freighter) und im Dezember 2021 ein zweites Flugzeug des Modells Boeing 737-400SF.

### Einstellung des Flugbetriebs
Im Juli 2023 lässt die Fluggesellschaft, die Schulden in Höhe von COP$ 68.859 Millionen kolumbianischer Pesos (knapp € 15,5 Millionen Euro) hat, ihr letztes einsatzbereites Flugzeug, eine Boeing 737-400SF (Luftfahrzeugkennzeichen HK-5385), am Boden und stellt den Betrieb bis auf weiteres ein. Ebenso wurde die Unternehmensinternetseite abgeschaltet. Gegebenenfalls könnte eine Restrukturierung des zuletzt als Aktiengesellschaft eingetragenen Betriebs stattfinden, Ergebnis offen. (Stand Mitte 2024)

## Flugziele
Líneas Aéreas Suramericanas war vorwiegend im nationalen Luftfrachtgeschäft tätig und unterhielt darüber hinaus Flugverbindungen nach Miami sowie in die Karibik, Zentral- und Südamerika.

## Flotte

### Flotte bei Betriebseinstellung

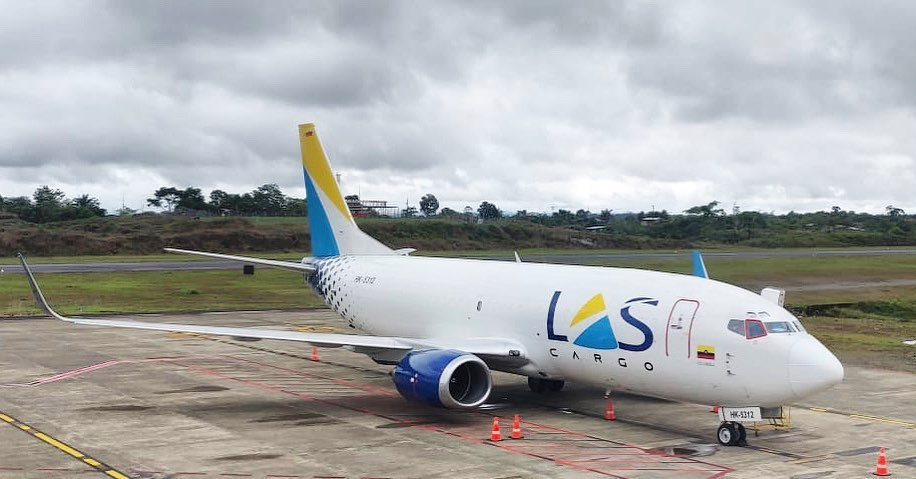
Boeing 737-300Special Freighter (HK-5312) der LAS Cargo am El Caraño Flughafen Quibdó (SKUI–UIB)

Mit Stand Juni 2023 bestand die Flotte der Líneas Aéreas Suramericanas aus zwei Flugzeugen mit einem Durchschnittsalter von 25,8 Jahren:
| Flugzeugtyp      | Anzahl | bestellt | Anmerkungen               | Sitzplätze | Durchschnittsalter |
| Boeing 737-300SF | 1      |          | mit Winglets ausgestattet | Cargo      | 24,9 Jahre         |
| Boeing 737-400SF | 1      |          |                           | Cargo      | 26,7 Jahre         |
| Gesamt           | 2      | -        |                           |            | 25,8 Jahre         |

### Zuvor eingesetzte Flugzeuge
Im Laufe ihres Bestehens wurden von AeroNorte und Líneas Aéreas Suramericanas auch folgende Flugzeugtypen genutzt:
| Flugzeugtype           | Anzahl | Einflottung | Ausflottung | Luftfahrzeugkennzeichen                                     |
| ---------------------- | ------ | ----------- | ----------- | ----------------------------------------------------------- |
| Boeing 707C            | 1      | 1993        | 1993        | HR-ANG                                                      |
| Boeing 727-100         | 3      | 1993        | 2010er      | HK-3814X, HK-4154, HK-1271, HK-1273 & HK-3745               |
| Boeing 727-200F        | 3      | 1993        | 2021        | HK-4261, HK-4262, HK-4401 & HK-4637                         |
| Canadair CL-44         | 1      | 1984        | 1988        | HK-3148X                                                    |
| Curtiss C-46 Commando  | 6      | 1971        | 1993        | HK-2716, HK-75, HK-750, HK-1856, HK-851 & HK-791            |
| Douglas DC-3/C-47      | 2      | 1978        | 1997        | HK-329 & HK-122                                             |
| Douglas DC-4/C-54      | 3      | 1971        | 1989        | HK-1808, HK-728 & HK-1028E                                  |
| Douglas DC-6/C-118     | 4      | 1982        | 1999        | HK-3644X, HK-1276, HK-1700 & HK-1776                        |
| Douglas DC-7           | 1      | 1972        | 1973        | HK-1300                                                     |
| Douglas DC-9F          | 2      | 2002        | 2008        | HK-4245 & HK-4246X                                          |
| Sud Aviation Caravelle | 6      | 1983        | 2002        | HK-2597X, HK-2598X, HK-3932X, HK-3836X, HK-3837X & HK-3756X |

## Zwischenfälle
Als AeroNorte:

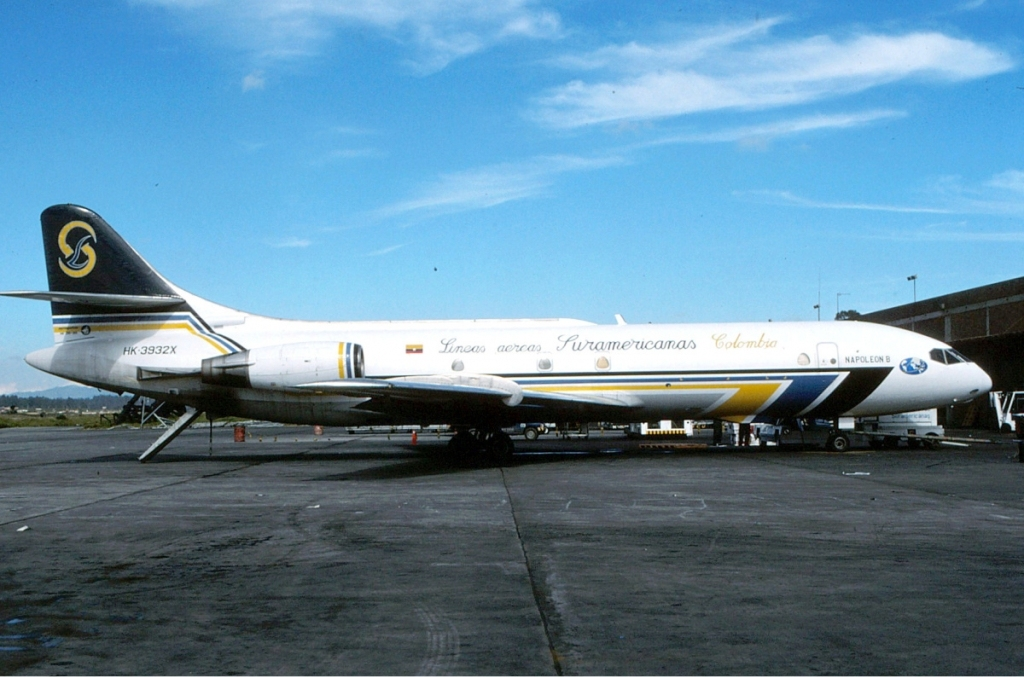
Líneas Aéreas Suramericanas gehörte zu den letzten Betreibern der Sud Aviation Caravelle. Diese Maschine verunglückte am 31. Januar 2001 (hier in Bogota, 1996).

- Am 24. Juli 1974 flog eine Douglas DC-4 der kolumbianischen Aeronorte (HK-728) bei El Libano (Kolumbien) in einer Höhe von etwa 3700 Metern gegen einen Berg. Alle drei Besatzungsmitglieder, die einzigen Insassen des Frachtfluges von Bogota nach Barranquilla, kamen ums Leben.[9]

- Am 21. Juni 1977 wurde mit einer Curtiss C-46D-20-CU der kolumbianischen Aeronorte (HK-75) wegen eines Triebwerksbrandes von Motor Nr. 1 (links) beim Start vom Flughafen Bogotá-El Dorado (Kolumbien) eine Notlandung durchgeführt. Diese gelang, jedoch breitete sich das Feuer über die linke Tragfläche und Rumpfseite aus. Das Flugzeug wurde irreparabel beschädigt. Alle fünf Besatzungsmitglieder des Frachtfluges überlebten.[10]

- 10. September 1980 – Eine Douglas DC-3/C-47-DL der kolumbianischen Aeronorte (HK-329) stürzte auf dem Flug von Barranquilla nach Bogota in der Nähe von Puerto Berrío (Kolumbien) ab. Nach einem Bruch der Befestigungsbolzen in starken thermischen Turbulenzen brach eine Tragfläche ab, was zum Absturz führte. Alle drei Besatzungsmitglieder, die einzigen Insassen des Frachtfluges, kamen ums Leben.[11]

Als Líneas Aéreas Suramericanas:
- Am 19. Juni 1986 stürzte eine Douglas DC-4D der Líneas Aéreas Suramericanas (Luftfahrzeugkennzeichen HK-1808) drei Kilometer vor dem Flughafen La Macarena (Kolumbien) ab. Nach dem Ausfall des Triebwerks Nr. 4 (rechts außen) hatten die Piloten versucht, zu diesem Startflughafen zurückzukehren. Die drei Besatzungsmitglieder, einzige Insassen des Frachtfluges, kamen ums Leben, ebenso die als Fracht an Bord befindlichen 21 Kühe und zahlreiche Schweine.[12]

- Am 11. Dezember 1991 wurde eine Curtiss C-46 der Líneas Aéreas Suramericanas (HK-2716) während des Anflugs auf den Flughafen Bogotá-Eldorado in einen Hügel geflogen (CFIT, Controlled flight into terrain). Die Maschine kam auf einem Positionierungsflug vom Flughafen Medellin-Rionegro. Alle 8 Insassen (je 4 Besatzungsmitglieder und Passagiere) wurden getötet.[13]

- Am 31. Januar 2001 flog die abgebildete Sud Aviation Caravelle 10R der Líneas Aéreas Suramericanas (HK-3932X) rund 8 Kilometer vom Flughafen El Yopal/El Alcaraván ins Gelände. Die Maschine war dort gestartet; bei der Landung in Mitú setzte man vor der Landebahn auf. Es wurde durchgestartet, um nach El Yopal zurückzukehren. Beim Vorbeiflug am Kontrollturm wirkte es so, als ob ein Teil des linken Hauptfahrwerks fehlte. Im Endanflug streifte das Flugzeug den Boden; es kam zu einer Bruchlandung in einer Wiese und zum Brandausbruch. Die Fracht bestand aus 14 Fässern mit insgesamt rund 3700 Litern Benzin. Von den 6 Insassen wurden 3 getötet, 1 Besatzungsmitglied und 2 Passagiere (siehe auch Flugunfall einer Sud Aviation Caravelle der Líneas Aéreas Suramericanas).[14]